# Obléhání Tobruku
Obléhání Tobruku německými a italskými vojsky probíhalo od 11. dubna do 10. prosince 1941. Od 21. října 1941 se obrany libyjského přístavního města Tobruk účastnil i československý prapor pod vedením podplukovníka Karla Klapálka. Tento prapor významnou měrou přispěl k udržení města v rukou Spojenců.
Severoafrický přístav Tobruk byl obklíčen vojsky Osy již 11. dubna 1941. Fronta se posunula až k libyjsko-egyptské hranici a Tobruk zůstal více než 100 km za frontovou linií. Jelikož zásobování po zemi bylo nemožné, zůstali obránci odkázáni na zásobovací kapacity britského Královského námořnictva.
Dne 21. října 1941 dorazil do přístavu 11. československý pěší prapor o síle 643 mužů, jenž posílil jeho obranu, kterou tvořily britské, australské a polské jednotky (právě do polské brigády byl prapor začleněn). Hlavní náplň každodenního pobytu spočívala v hlídkové činnosti. Vojáci dostali svěřený téměř šestikilometrový úsek obrany, který měli v případě nepřátelského útoku uhájit. Během činnosti docházelo k přestřelkám s protivníkem; velkým nebezpečím bylo letecké ostřelování a dělostřelecká a minometná palba nepřítele. V průběhu obléhání Tobruku se německá propaganda snažila demoralizovat obklíčené jednotky. Na obklíčené vojáky bylo vysíláno volání: „Vylezte, krysy!“ Posměšný název však převzaly jak britské, tak československé jednotky a začaly si říkat „Pouštní krysy“.
Dne 18. listopadu zahájila 8. britská armáda útočnou operaci s krycím názvem „Crusader“. Podle plánu měla tobrucká posádka ve vhodném okamžiku podniknout výpad z jihovýchodní části perimetru a navázat kontakt s hlavními silami. Boje probíhaly se střídavými úspěchy a britským jednotkám se podařilo 5. prosince do Tobruku „vysekat“ spásný koridor. Střetnutí jednotek, kterého se aktivně účastnil i 11. československý pěší prapor, skončilo 10. prosince 1941.
Zatímco ostatní vojska pokračovala v pronásledování vojsk Osy, českoslovenští vojáci zůstali ve městě. 21. ledna 1942 zahájily německo-italské jednotky protiofenzívu a nad Tobrukem se znovu začala vznášet hrozba. Českoslovenští vojáci zpevňovali obranu a podíleli se na strážní službě. V březnu byli někteří z nich přecvičeni na protiletadlové dělostřelce a 28. března byla čs. jednotka začleněna do 4. britské protiletadlové brigády. Dne 7. dubna 1942 byla čs. brigáda vystřídána Jihoafričany a přístav opustila. V bojích o Tobruk padlo 14 příslušníků praporu, 26 bylo zraněno těžce a 55 lehce.
V červnu 1942 se Ose podařilo Tobruk dobýt, v listopadu 1942 jej 8. armáda získala zpět.

## Galerie

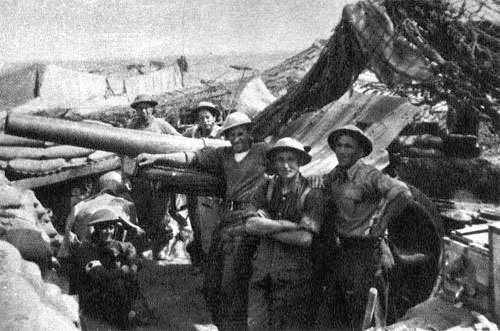
Dělostřelci 11. československého pěšího praporu – Východního v Tobruku
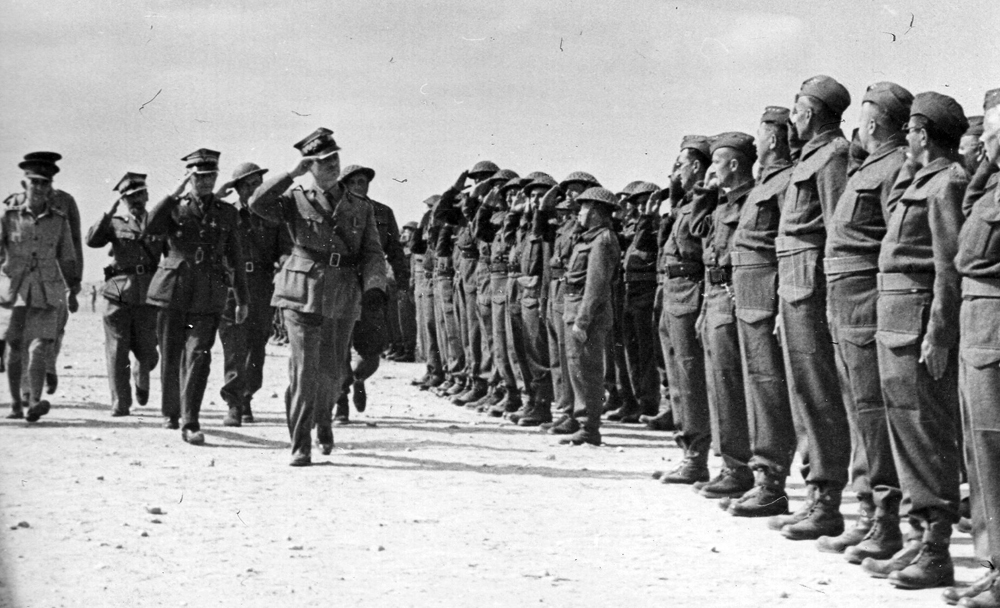
Generál Władysław Sikorski při návštěvě polské tobrucké jednotky, listopad 1941
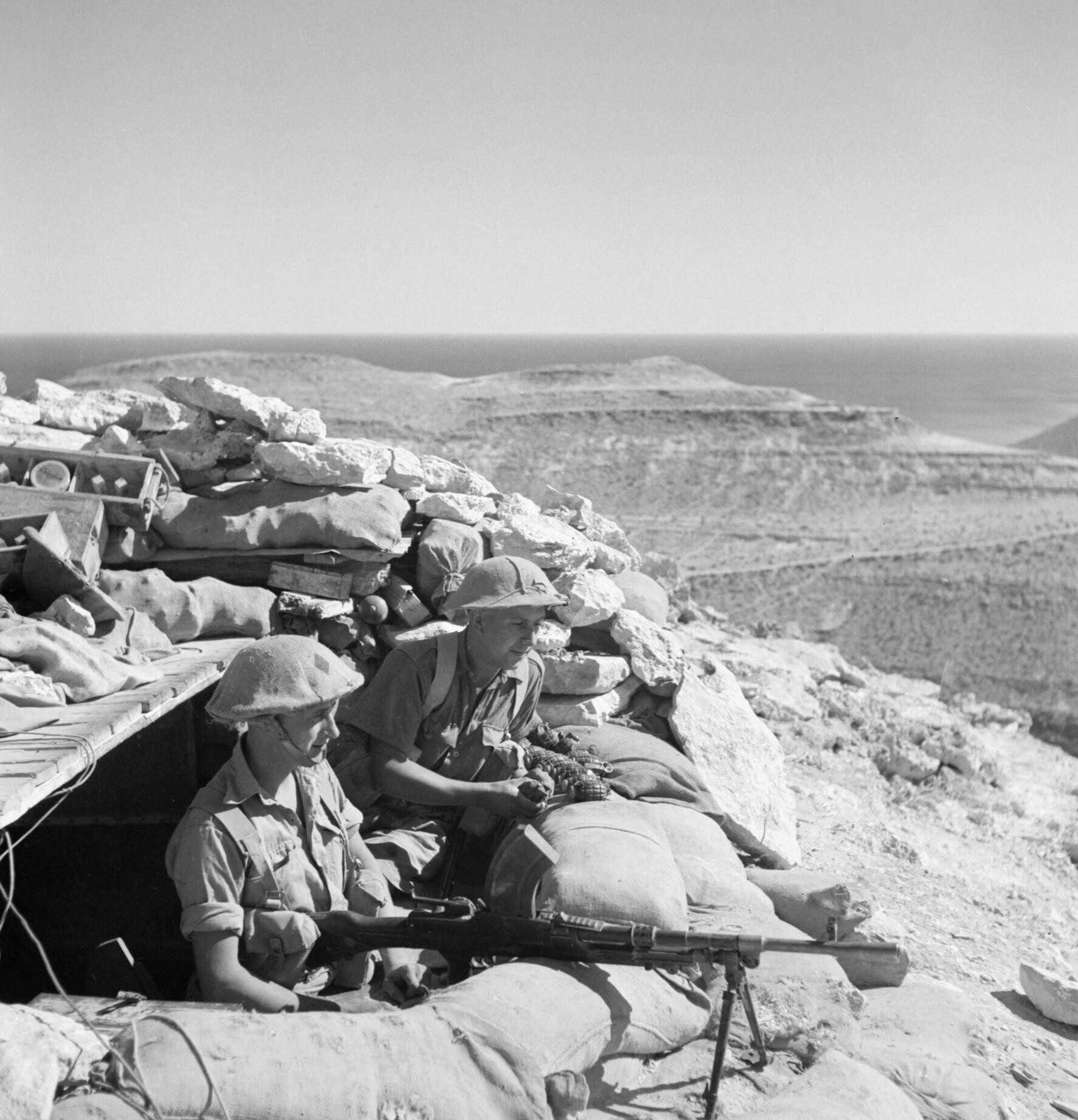
Vojáci 2. leicesterského regimentu s kulometem Bren hlídkující u Tobruku
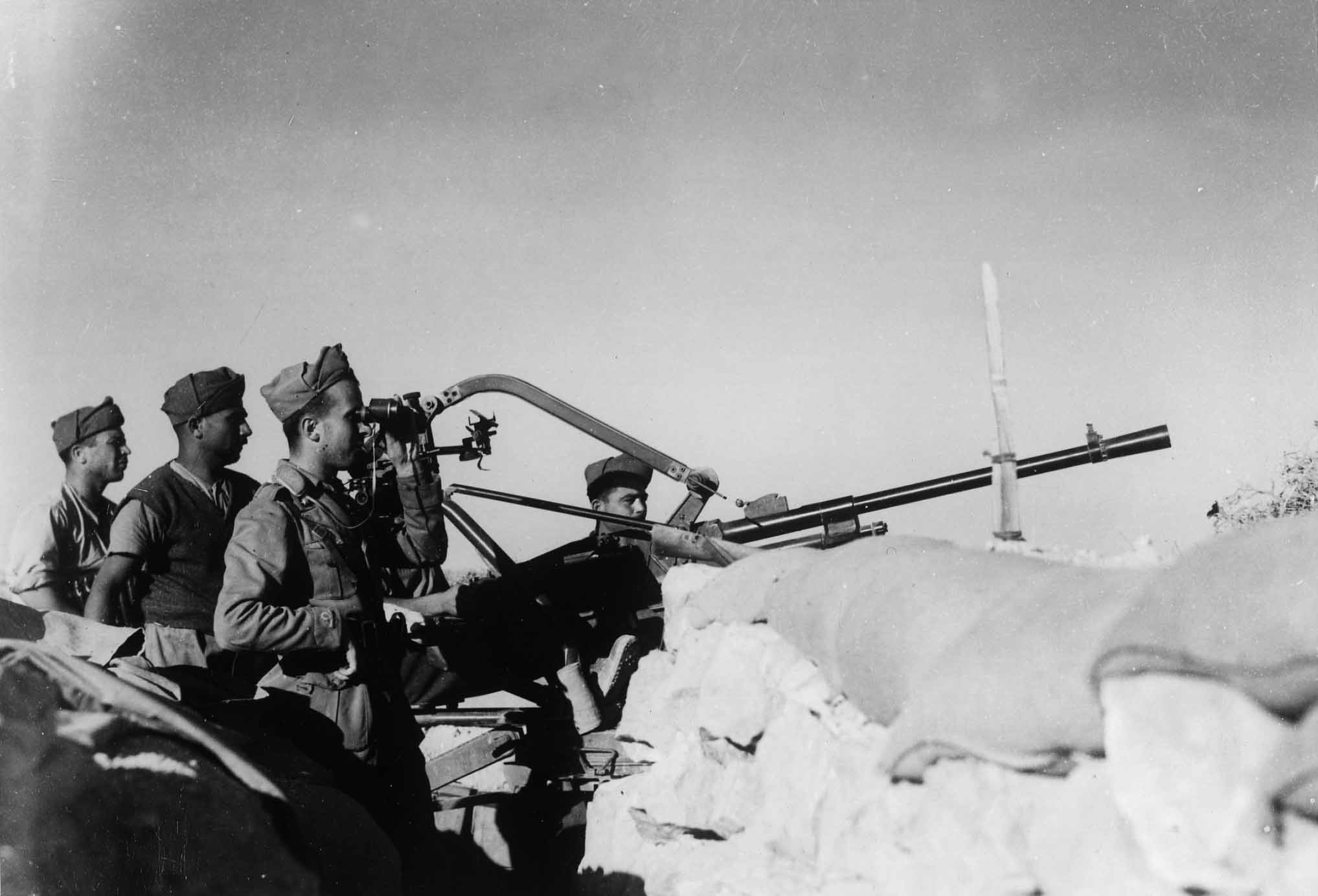
Italští střelci na pozici v Tobruku